# Albino Manca
Albino Manca (Tertenia, 31 dicembre 1897 – New York, 15 gennaio 1976) è stato uno scultore italiano.

## Biografia

### Periodo italiano
Sin da piccolo mostrò interesse per l'arte e dopo il servizio militare si trasferì a Roma dove si diplomò all'Accademia di Belle Arti, sotto la guida di Pietro Canonica.
Iniziò quindi a farsi conoscere nell'ambiente della nobiltà romana e riuscì presto a farsi apprezzare tanto da divenire un artista apprezzato dal regime fascista. A quel periodo risalgono alcuni ritratti di Benito Mussolini (per la maggior parte dispersi dopo la caduta del fascismo) e di alcuni membri di Casa Savoia. Anche le sculture del Palazzo della Legione dei Carabinieri di Cagliari (1932) risalgono a quel periodo in cui operò anche nella costruzione del Vittoriano.

### Primo periodo americano
Nel 1930, venne invitato a recarsi a New York da Giulio Gatti Casazza allora direttore della Metropolitan Opera House. Negli Stati Uniti iniziò a conoscere il mondo artistico d'oltre oceano e cominciò a lavorare in diversi settori artistici, spesso di secondo piano. Si specializzò nella rappresentazione del mondo naturalistico e degli animali in particolare. Fra questi si ricordano la Pantera ispirata al bronzo della Chimera di Arezzo. Una Gazzella e fico d'India vennero poi inseriti nel Brookgreen Garden di Georgetown nello stato della Carolina del Sud. Impegnato nella sua produzione scultorea, non ebbe modo di dedicare molto tempo alla pittura ma decise comunque di partecipare alla II Quadriennale di Roma del 1935 con il dipinto Fanciulla dormiente.

### Secondo periodo americano
Rientrato in Italia nel 1932, decise di trasferirsi definitivamente negli Stati Uniti nel 1938. Questa volta le difficoltà di inserimento gli creano diversi problemi ma Manca riuscì a superarli ed iniziò a farsi apprezzare nel difficile mondo artistico newyorchese. Partecipò con sue opere ad alcune esposizioni come la New York World's Fair (1939) e la mostra dell’Italian Line al Rockefeller Center (1940). Diversificò la sua produzione realizzando una serie di medaglie e nel 1942 ottenne la commessa per decorare l'Ufficio postale di Lyons in Georgia. Nel corso di questo lavoro ebbe modo di conoscere il presidente degli Stati Uniti Franklin Delano Roosevelt al quale farà alcuni ritratti. Ma soltanto nel 1963 realizzerà la sua opera più importante, vincendo un concorso pubblico per la realizzazione del monumento ai caduti del mare nel corso della seconda guerra mondiale; The Diving Eagle venne posta nei giardini di Battery Park a Manhattan. Si tratta di un'aquila stilizzata che artiglia una corona d'alloro. Altra sua opera importante è il Gate of Life, una grande cancellata sita al Children's Queens Zoo (1968), costellata di animali in bronzo.
Nel 1965, in occasione della visita del papa Paolo VI alle Nazioni Unite, gli venne commissionata la medaglia commemorativa dell'evento.
Dopo la morte, le sue spoglie, per sua volontà, tornarono al paese natio, al quale volle fare dono di alcune sue opere ora esposte nel Museo Albino Manca di Tertenia.